# Dilophus rubidus
Dilophus rubidus är en tvåvingeart som beskrevs av Edwards 1926. Dilophus rubidus ingår i släktet Dilophus och familjen hårmyggor. Inga underarter finns listade i Catalogue of Life.